# Messier 74
Messier 74 (abgekürzt M74, auch als NGC 628 bezeichnet) ist eine Spiralgalaxie vom Hubble-Typ SA(s)c? im Sternbild Fische, gut fünf Bogengrad nördlich der Ekliptik in der Nachbarschaft des Sterns Alpherg. Die Entfernung von M74 beträgt etwa 9,77 +0,17−0,32 Mpc.
In M74 wurden im 21. Jahrhundert drei Supernovae beobachtet: SN 2002ap, SN 2003gd und SN 2013ej.
Die Galaxie wurde im September 1780 von Pierre Méchain entdeckt und an Charles Messier zur Katalogisierung gemeldet.

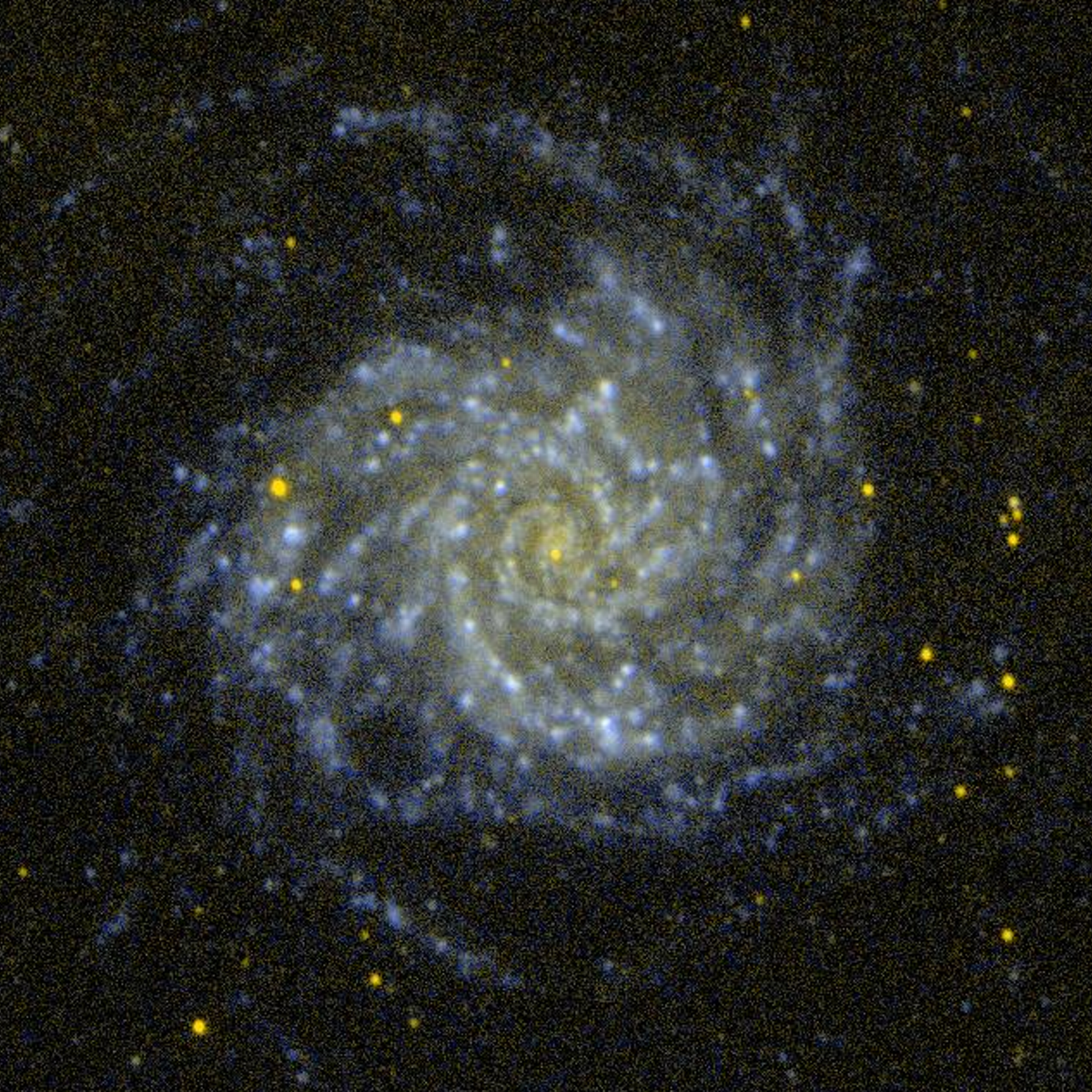
UV-Aufnahme mittels GALEX
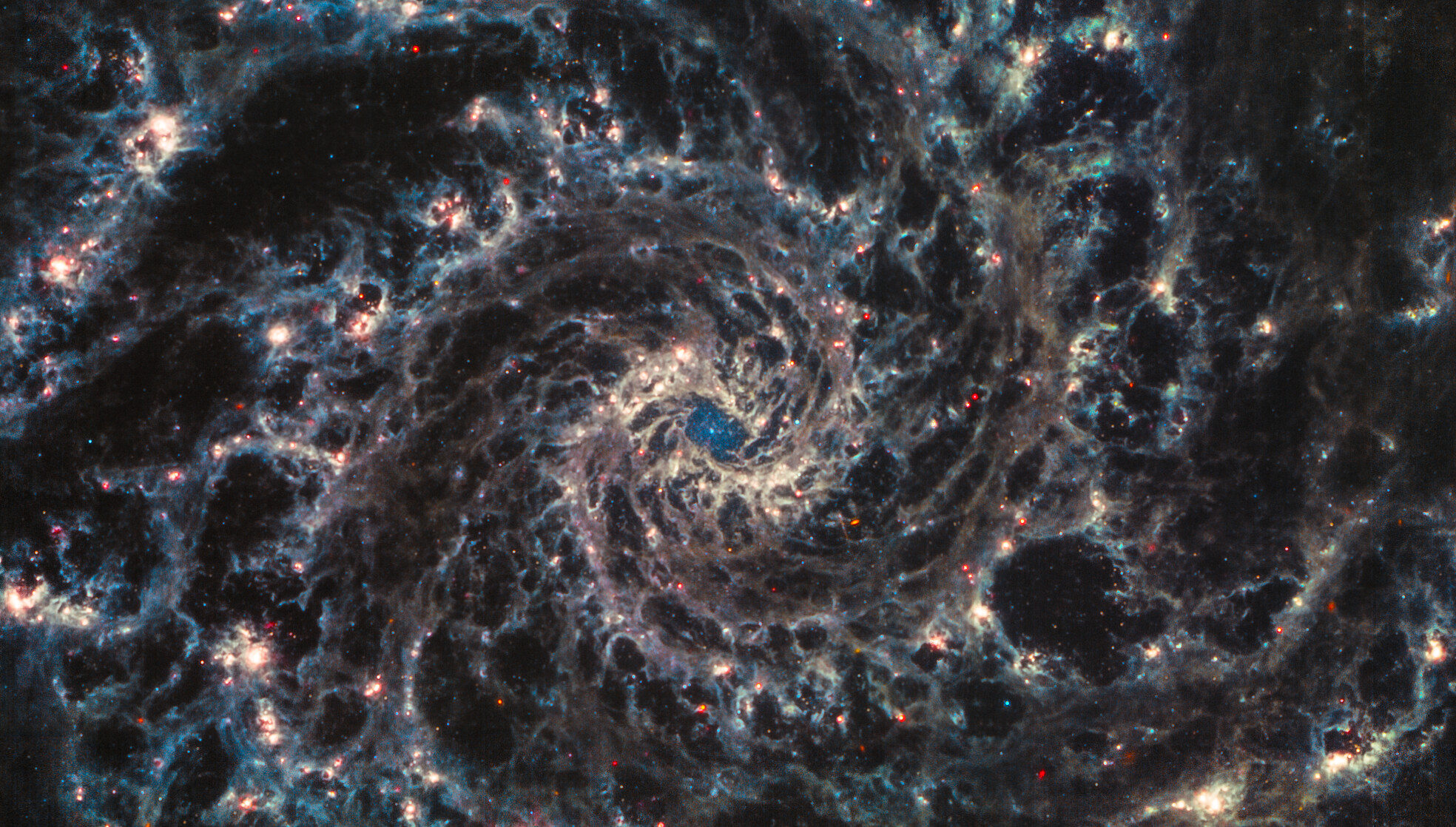
Nahes Infrarot, James Webb-Weltraumteleskop
Nahes und mittleres Infrarot James Webb-Weltraumteleskop
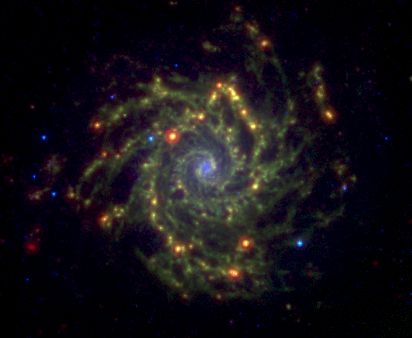
Panoramaaufnahme im mittleren Infrarot durch das Spitzer-Weltraumteleskop
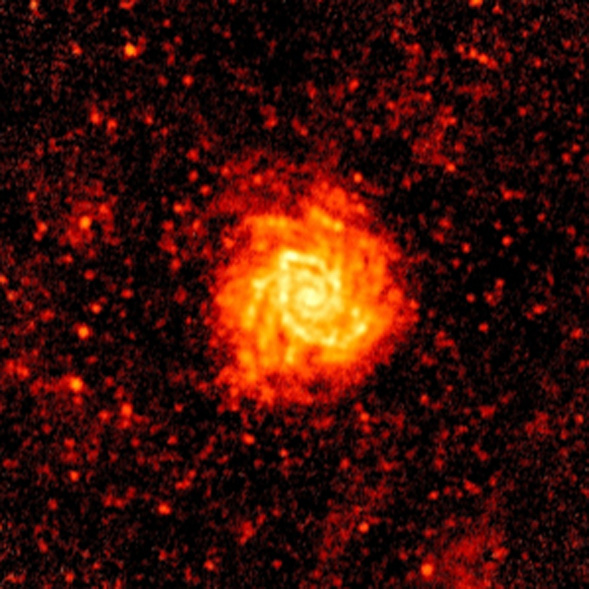
Aufnahme im fernen Infrarot (250 µm) durch das Herschel-Weltraumteleskop
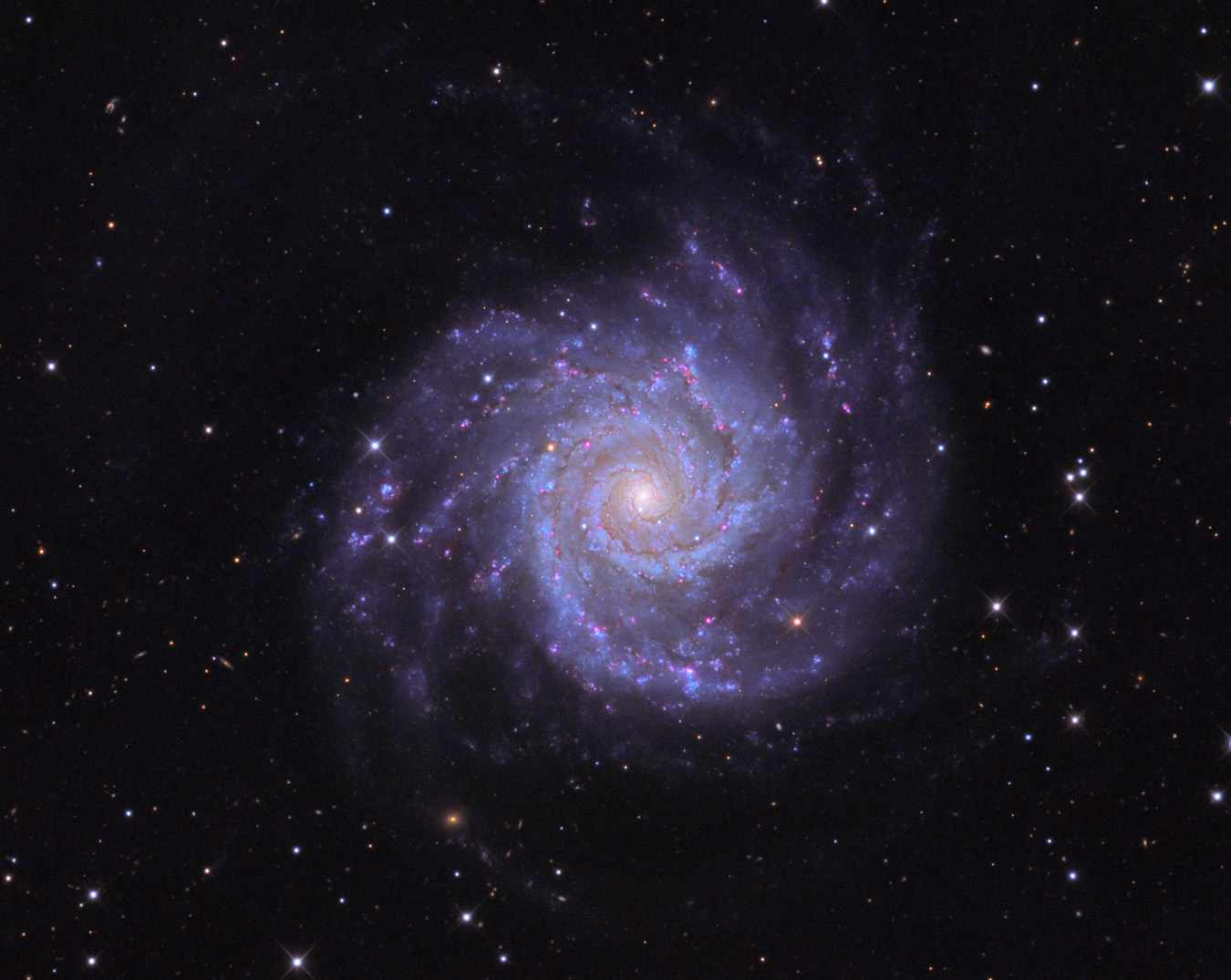
Panoramaaufnahme im sichtbaren Lichtspektrum durch das 81-cm-Spiegelteleskop des Mount-Lemmon-Observatoriums

## M74-Gruppe (LGG 29)
| Galaxie  | Alternativname | Entfernung/Mio. Lj |
| -------- | -------------- | ------------------ |
| NGC 628  | PGC 5974       | 34                 |
| NGC 660  | PGC 6318       | 42                 |
| IC 148   | UGC 1195       | 37                 |
| PGC 6309 | UGC 1200       | 40                 |
| PGC 6159 | UGC 1175       | 36                 |
| PGC 6174 | UGC 1176       | 32                 |
| PGC 6150 | UGC 1171       | 37                 |